# Mała Świstówka

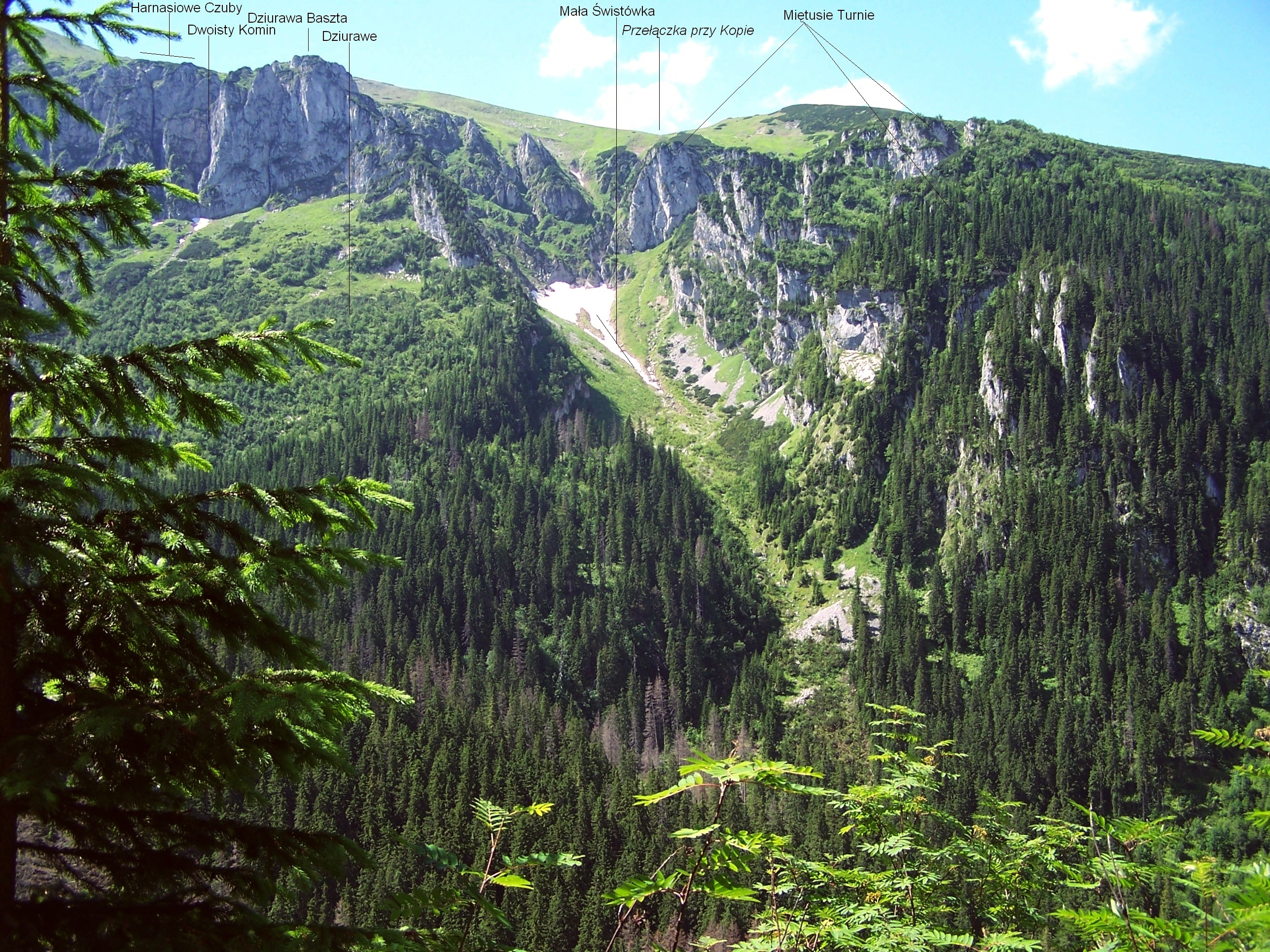
Mała Świstówka, widok ze Skoruśniaka

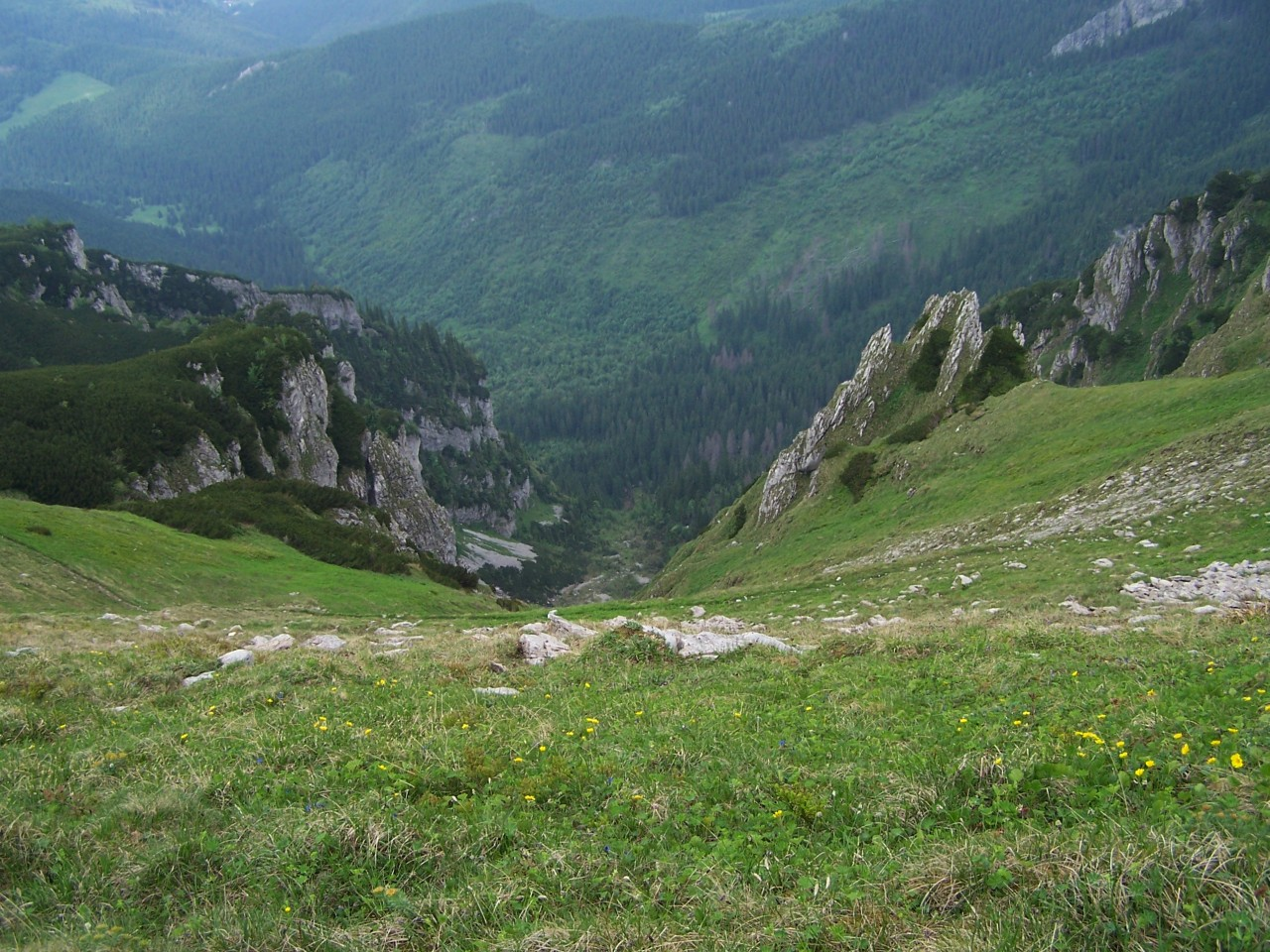
Mała Świstówka, widok z Upłaziańskiej Kopy

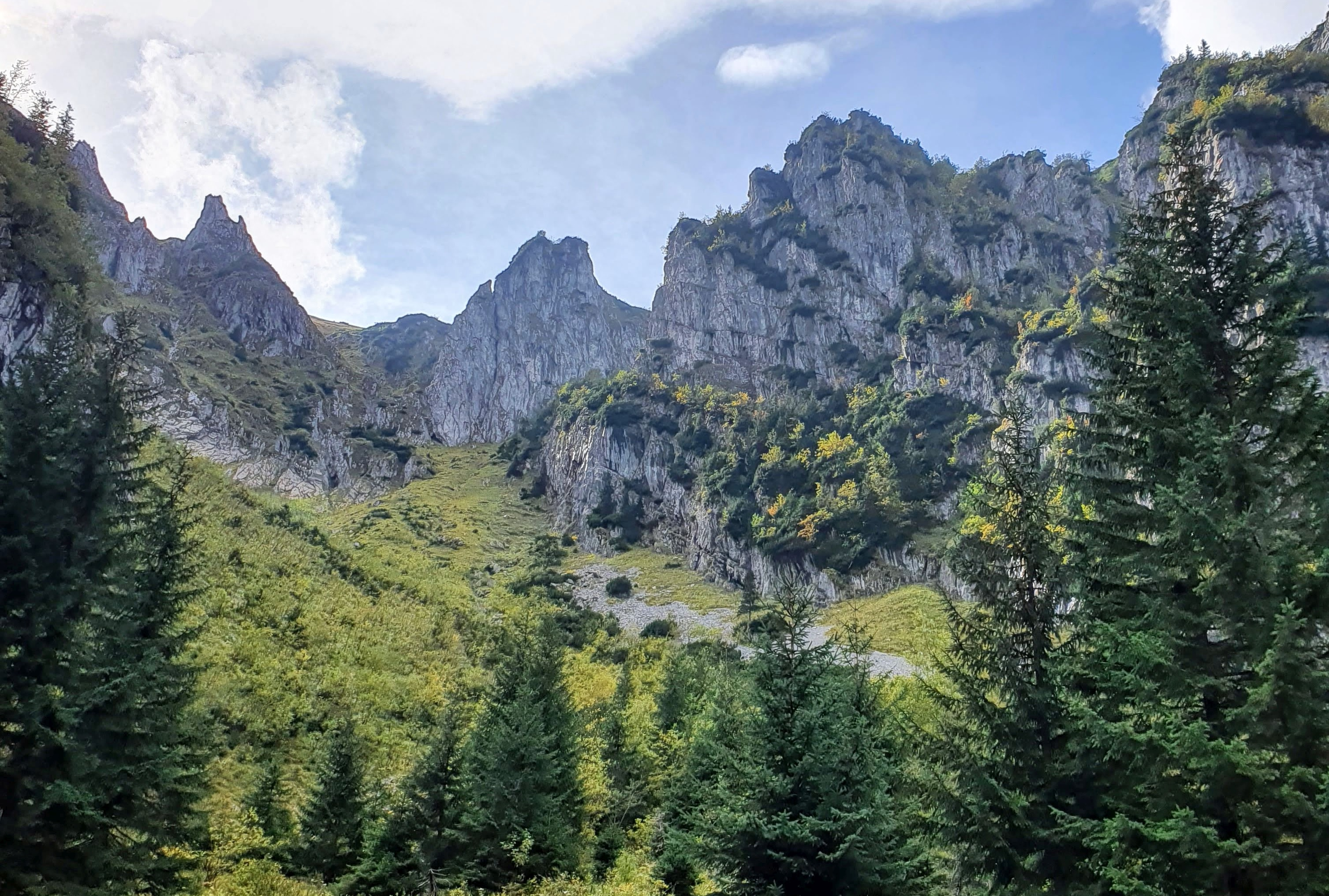
Mała Świstówka, widok z wejścia do doliny

Mała Świstówka – niewielka dolinka wisząca będąca odnogą Doliny Miętusiej w polskich Tatrach Zachodnich. Znajduje się w środkowej części tej doliny, na jej zachodnich zboczach, na wysokości 1140–1775 m n.p.m. Ma wylot w porośniętych lasem Wantulach, około 200 m powyżej Wyżniej Miętusiej Równi. Górą podchodzi pod Przełączkę przy Kopie w północno-zachodniej grani Ciemniaka.
Dolinka ma długość około 1200 m, szerokość około 600 m i skaliste ściany. Dolny próg oddzielający ją od Doliny Miętusiej jest mało wyraźny, niewysoki i niezbyt stromy. Północno-zachodnie ściany tworzą Miętusie Turnie, południowo-wschodnie filar Dziurawej Baszty. Również od góry dolinka zamknięta jest skalnym murem o wysokości około 60 m. Są w nim jednak łatwiejsze do przejścia miejsca. W środkowej części tego skalnego muru znajduje się głęboki komin, od którego w górę biegnie piarżysty żlebek do Przełączki przy Kopie.
W Małej Świstówce znajduje się kilkanaście jaskiń (m.in.: Jaskinia Miętusia Wyżnia, Mała Komora, Piwniczka, Dziura na Półce, Świstowa Szczelina, Jaskinia w Małej Świstówce, Studnia w Małej Świstówce, Ciasna Szczelina). Małą Świstówką często schodzą lawiny. W styczniu 2004 r., w jednej z takich lawin, zginęło w Wantulach 4 grotołazów.
Cała dolinka zbudowana jest ze skał dolomitowo-wapiennych. Tylko jej dolny koniec jest zalesiony, cała natomiast dolinka to skały i piargi, porośnięte bogatą roślinnością wapieniolubną. Odwiedzana jest rzadko, głównie przez grotołazów, którzy usilnie poszukują połączeń pomiędzy Jaskinią Miętusią a Jaskinią Miętusią Wyżnią (na razie bez powodzenia).
Z rzadkich w Polsce gatunków roślin stwierdzono występowanie sybaldii rozesłanej, starca pomarańczowego, sita trójłuskowego, ostrołódki polnej, traganka wytrzymałego i skalnicy zwisłej.